# Pieve di Santa Maria Assunta (Lucca)
La pieve di Santa Maria Assunta (nota anche come pieve nuova) è un luogo di culto cattolico di Lucca che si trova nella frazione di Santa Maria del Giudice.

## Storia e descrizione

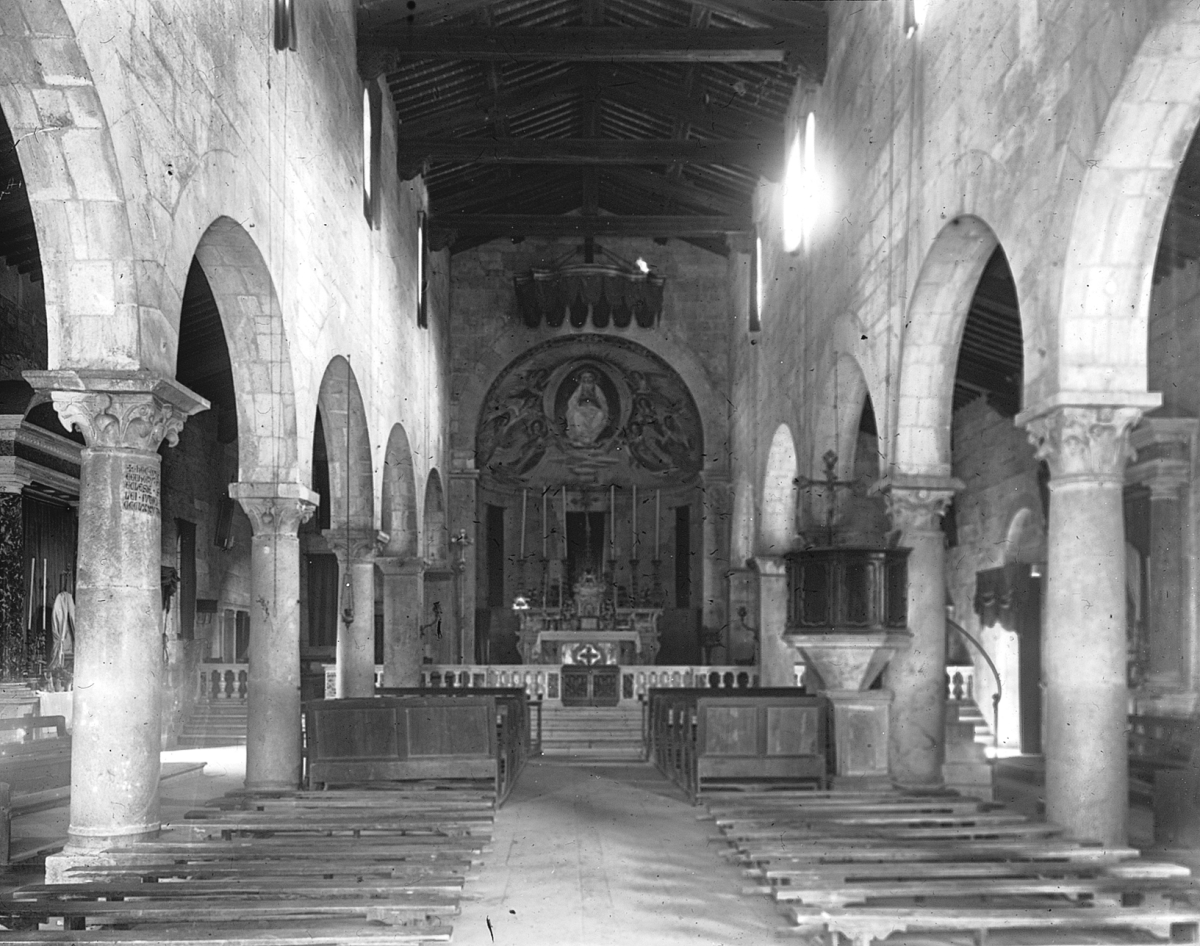
L'interno

La chiesa risale nell'impianto al 1166 circa. Nella partizione della facciata a doppio ordine di arcate, estese anche lungo le pareti laterali, l'edificio trova riscontro nella cultura architettonica del romanico pisano nella variante lucchese. L'impiego diffuso nel paramento murario di bozze squadrate in marmo di San Giuliano rimanda tuttavia a pratiche costruttive esperite nella cattedrale di Pisa, cui possono ricondursi anche il timpano con colonnette e gli elementi a tarsia presenti in facciata.
Nel 1360 la chiesa di S. Maria Assunta costruita dalla famiglia di Santa Maria del Giudice “Leone” fu unita alla Pieve di San Giovanni che nel XVI secolo perse anche la funzione di battistero assumendo tra i paesani il soprannome di Pieve Vecchhia. 
Singolare è il più tardo campanile, a base ottagonale, impostato sull'abside semicircolare.